# Qu'est-ce qui fait courir les crocodiles ?
Pour plus de détails, voir Fiche technique et Distribution.
Qu'est-ce qui fait courir les crocodiles ? est un film français de Jacques Poitrenaud réalisé en 1969 et sorti en 1971.

## Synopsis
Pour remplacer Hector Grofenol, le patron tyrannique de l'usine « Tout pour le camping », mis hors d'état de nuire, des collaborateurs font appel à son cousin Achille, un berger provençal, pensant se servir de lui. Mais celui-ci va très vite prendre son rôle de PDG au sérieux et se montrer entreprenant. Heureusement, la jeune secrétaire Martine, saura user de ses charmes pour calmer cet homme ayant soif de pouvoir.

## Fiche technique
- Titre : Qu'est-ce qui fait courir les crocodiles ?
- Réalisation : Jacques Poitrenaud
- Scénario : Jean Curtelin et Jacques Poitrenaud
- Photographie : Jean Charvein
- Musique : Jean-Claude Vannier
- Son : Raymond Saint-Martin
- Montage : Jean Feyte
- Pays d'origine :  France
- Format :
- Durée :
- Date de sortie : 21 mai 1971

## Distribution
- Francis Blanche : Hector Grofenol
- Michel Serrault : Achille Grofenol
- Jean Poiret : Gontran
- Colette Castel : Adélaïde Pétronille Martine Boule
- Mario David : Guillaume
- Evelyne Dassas : Gloria
- Boby Lapointe : Honoré
- Albert Simono : Eugène
- Billy Kearns : Sitting
- François Patrice : lui-même (non crédité)
- Dominique Zardi : le chausseur (non crédité)
- René Alié
- Sophie Destrade